# 金赫哲
金赫哲（韓語：김혁철，1971年—？），又记作金赫澈、金革哲，朝鲜民主主义人民共和国外交官，国务委员会对美特别代表，原驻西班牙大使。2019年朝美首脑会晤朝鲜方面筹备人员之一。

## 枪决传闻
2019年5月30日，有消息称金赫哲被追究朝美首脑会谈破裂的责任而遭枪决。